# 山下直子

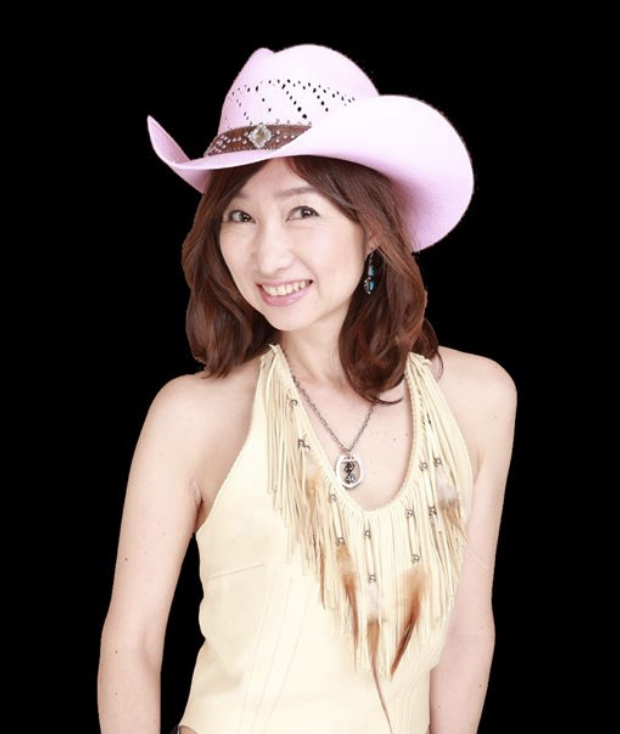

山下 直子（やました なおこ、5月20日 - ）は、日本のカントリーウエスタン歌手。

## 来歴
幼少期にエレクトーンのレッスンを通してあらゆるポップスナンバーに触れる。
10歳の頃、子供向けのど自慢番組の出演をきっかけに日本テレビ音楽学院に通い、歌唱とダンスの指導を受ける。
1985年、日本テレビ『海賊チャンネル』番組企画で、女性6人グループでバップレコードよりデビュー。1987年、麻倉未稀コンサートツアーのバックコーラス。
1988年、CBSソニーのボーカルオーディションをきっかけに、SD事業部で歌とダンスの指導を受ける。
1991年、ロカビリー歌手・山下敬二郎と結婚。一男一女の母となり、子育てをしながら、山下敬二郎と共にライブ・コンサート、企業イベントなどの音楽活動を行う。
2011年、山下敬二郎と死別後、ソロ活動を開始自身のバンド、Straight Shooterを結成。
2012年、CDシングルにて、自作曲「ロカビリー・ウィドウ」「ひとりじゃないから」を発表。
現在は、カントリー、ロカビリー、オールディーズ、ポップス、歌謡曲、オリジナルを織り混ぜたスタイルで、演奏活動を精力的に行なっている。
2022年、介護福祉士の国家資格を取得。障害者介護に関しても携わり、音楽との連携も模索中。